# Суза и њене сестре
Суза и њене сестре је југословенски филм из 1993. године. Режирао га је Зоран Чалић, а сценарио су написали Драган Чалић и Зоран Чалић.